# Маленькие трагедии (альбом)
Маленькие трагедии — второй студийный альбом питерской рок-группы Колибри, записанный и выпущенный в 1992 году.

## Об альбоме
Особенностью диска является тот факт, что все пять (на 1992 год)  вокалисток исполняли ведущую партию в песнях, которые сами же и написали. После записи данного альбома Ольга Фещенко эмигрировала во Францию.
Инструментальную часть альбома написал студийный музыкант и аранжировщик Юрий (Гомберг) Соболев («Н.О.М.») и гитарист Александр Гнатюк.

## Список композиций
1. Не рядом 2:41
2. Подсолнух 4:07
3. Женские штучки 3:59
4. В ожиданьи тебя 2:41
5. Прогулка 2:33
6. Снежный сад 3:22
7. Жёлтый лист осенний 3:48
8. Темочка 3:28
9. Морской прибой 1:54
10. Любовь и рыбы 6:19
11. Белая змея 3:06
12. В солнечном крае 3:02

## Участники записи
- Наталья Пивоварова - вокал, музыка, тексты (8, 11-12)
- Елена Юданова - вокал, музыка, тексты (3, 5, 7, 10)
- Инна Волкова - вокал, музыка, текст (1)
- Ирина Шароватова - вокал, музыка, текст (4)
- Ольга Фещенко - вокал, музыка, тексты (2, 6, 9)
- Александр Гнатюк - гитара
- Юрий (Гомберг) Соболев - аранжировки